# Johann Jacob Löwenthal

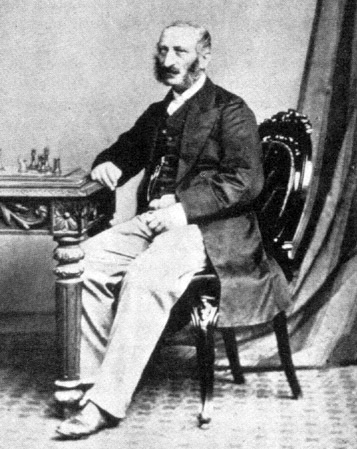
Johann Jacob Löwenthal

Johann Jacob Löwenthal, auch János Löwenthal bzw. Jakab Löwenthal, (geboren 15. Juli 1810 in Pest, Kaisertum Österreich; gestorben 20. Juli 1876 in St. Leonards-on-Sea, England) war ein britischer Schachmeister und Schachtheoretiker ungarischer Abstammung und einer der besten Spieler des 19. Jahrhunderts.

## Leben
Löwenthal kam als Sohn eines jüdischen Kaufmanns in Pest zur Welt. In den Jahren 1842 bis 1845 war er neben József Szén und Vincenz Grimm Mitglied des Pester Schachklubs, der ein Korrespondenzmatch mit den führenden Pariser Meistern austrug. Nach Niederschlagung der Revolution von 1848/49 verließ Löwenthal Ungarn in die Emigration. Er lebte einige Zeit in den Vereinigten Staaten, wo er auf den 12-jährigen Paul Morphy traf und ihm sensationell unterlag.
1851 beteiligte er sich am ersten internationalen Schachturnier in der Geschichte, ausgetragen anlässlich der Weltausstellung in London. Er scheiterte bereits in der ersten Runde gegen Elijah Williams, blieb aber nun in England ansässig und wurde Brite. 1853 spielte er, der seinen Lebensunterhalt nun ausschließlich mit dem Schach betrieb, mit Daniel Harrwitz einen dramatischen Wettkampf. Dieser ist in Erinnerung geblieben, da Löwenthal eine Führung von 9-2 noch zu einer Niederlage von 10-11 verspielte. Löwenthal gewann die bedeutenden Turniere in Manchester 1857, wo er Adolf Anderssen hinter sich ließ (man spielte nach K.-o.-System), und in Birmingham 1858, wo er Howard Staunton mit 2-0 schlug (ebenfalls K.-o.-Modus). In diesem Jahr besuchte Morphy Europa und traf in London auf die britischen Meister. Löwenthal, der voller Bewunderung für den jungen amerikanischen Meister war und sein erster Biograf wurde, spielte mit ihm einen Wettkampf, den er mit 4,5:10,5 (+3 =4 −9) verlor. Morphy, der finanziell unabhängig war, stellte seinem Freund Löwenthal sein Preisgeld (100 Pfund) in Form einer kompletten Wohnungseinrichtung, für die er sogar noch 20 Pfund hinzugab, zur Verfügung.
Er nahm die Stellung des Sekretärs des Londoner St.-John-Schachklubs an und erfand das Demonstrationsbrett im Schach. Seine Arbeit im Klub brachte ihm die Bekanntschaft mit vielen prominenten und wohlhabenden Briten. Von 1863 bis 1868 arbeitete er als Redakteur des Chess Player’s Magazine und war für die Schachspalten der Zeitungen Era, Family Herald, The Illustrated News of the World und The Glowworm verantwortlich.
Als Löwenthal 1874 schwer erkrankte und ans Geldverdienen nicht zu denken war, ermöglichte der Politiker Lord Randolph Churchill einen Hilfsfonds für den Meister, der am 24. Juli 1876 nahe der Stadt Hastings starb. Nach ihm ist der „Löwenthal Cup“ benannt, der Pokal für die nationale englische Meisterschaft.
Löwenthals beste historische Elo-Zahl betrug 2616, die für Juni 1859 ermittelt wurde. Vom Oktober 1858 bis zu dem genannten Zeitpunkt lag er auf Platz zwei der nachträglich berechneten Weltrangliste.

## Beitrag zur Schachkomposition
Als Schachredakteur der englischen Wochenzeitschrift The Era veranstaltete Löwenthal 1856 ein erstes internationales Kompositionsturnier. Er ernannte ein Komitee bekannter englischer und deutscher Problemisten zur Durchführung; als Preisrichter fungierten letztlich Ernst Falkbeer, Walter Grimshaw, Bernhard Horwitz, Josef Kling, Charles Ranken und Henry Turton, Schiedsrichter war Silas Angas. Jeder Komponist sollte sechs Aufgaben einsenden, Selbstmatts und Bedingungsaufgaben waren ausgeschlossen. Die Aufgaben wurden blind begutachtet: Sie waren mit einem Motto versehen, in einem verschlossenen Umschlag wurde das Motto mit dem Namen des Einsenders verbunden. Der Preis wurde nicht für eine Einzelaufgabe, sondern für das gesamte eingesandte Set verliehen. Zu den Teilnehmern gehörten unter anderem Conrad Bayer, Frank Healey, Rudolph Willmers und Anton Nowotny. Den ersten Preis erhielt Conrad Bayer, den zweiten Frank Healey. Löwenthal verfasste auch das Turnierbuch.
Das Era-Turnier war nicht das erste Schachproblemturnier überhaupt (1854 hatte ein kleines englisches Kompositionsturnier stattgefunden, das Walter Grimshaw gewonnen hatte), hatte aber starke Wirkung wegen der internationalen Beschickung und der guten Dokumentation. Nach seinem Vorbild veranstalteten weitere Organisationen und Zeitschriften ähnliche Wettbewerbe, etwa 1857 der Amerikanische Schachkongress, 1860 La Régence und 1861 die British Chess Association.

## Werke
- A Selection of the Problems of the Era Problem Tournament, London 1857.
- Morphy’s Games: A Selection of the Best Games Played by the Distinguished Champion, New York und London 1860.
- Das Londoner Schachturnier von 1862, Berlin 1864. (Übersetzung der englischen Originalausgabe)
- J. Lowenthal (Hrsg.): The Chess Player’s Magazine, vol. 2, London 1866.